# Vareš (kommun)
Vareš är en kommun i Bosnien och Hercegovina.   Den ligger i entiteten Federationen Bosnien och Hercegovina, i den centrala delen av landet, 30 km norr om huvudstaden Sarajevo.